# Ryōichi Aikawa
Ryōichi Aikawa (相川亮一?, Aikawa Ryōichi; 2 giugno 1946 – febbraio 2011) è stato un allenatore di calcio giapponese.

## Biografia
Laureato in scienze politiche all'università di Waseda, dopo aver seguito dei corsi da allenatore indetti dalla FIFA e tenuti da Dettmar Cramer, nel 1973 entrò nello staff tecnico dello Yomiuri lavorando come vice di Frans van Balkom e Shōichi Nishimura e occupandosi della valorizzazione dei giovani del vivaio ricoprendo la carica di allenatore della squadra satellite.
Promosso come allenatore della prima squadra nella stagione 1981, dopo aver mancato il double nel primo anno, pose le basi per la vittoria del primo titolo nazionale della squadra nel 1983, durante la quale fu affiancato dall'ex allenatore del Nippon Kokan Susumi Chiba.
Negli anni successivi continuò a lavorare per la polisportiva dello Yomiuri Shimbun allenando l'omonima squadra di calcio femminile svolgendo nel contempo attività volta alla scoperta e alla valorizzazione di calciatori provenienti da scuole o università.
È morto nel febbraio 2011 all'età di 65 anni a causa di una insufficienza cardiaca.